# Bobby Robinson (Fußballspieler, 1879)
Robert Smith „Bobby“ Robinson (* 1. Oktober 1879 in Sunderland; † 10. Oktober 1950) war ein englischer Fußballspieler. Der rechte Halbstürmer, der auch auf der Halbposition eingesetzt werden konnte, gewann im Jahr 1906 mit dem FC Liverpool die englische Meisterschaft und war im Jahr zuvor mit 24 Ligatreffern maßgeblich mitverantwortlich für die Rückkehr des Vereins in die erste Liga gewesen.

## Sportlicher Werdegang
Robinson wurde im Oktober 1879 in Sunderland geboren und besucht dort die Thomas Street School. Schon früh zeigte er sich in der Schülerauswahl als treffsicherer Fußballstürmer und machte sich mit enormen Torausbeuten einen Namen. Gleich dreimal in Serie gewann die Thomas Street die Stadtmeisterschaft und Robinson war dabei in der Regel der Rechtsaußen in der Mannschaft. Der Erzählung nach soll er bei einem 17:0-Sieg 15 Tore geschossen und in einer Saison 132 von 156 Treffern des Teams beigesteuert haben. Folgerichtig stand er bei mehreren Gelegenheiten in der Stadtauswahl von Sunderland gegen Teams aus Newcastle, Sheffield und Middlesbrough. Er schloss sich dazu dem Jugendteam des AFC Sunderland (Sunderland Juniors) an, das später mit der dritten Mannschaft des Profivereins verschmolz; dort wurde er zumeist auf der defensiveren Halbposition eingesetzt. Auch in seiner späteren Profikarriere sollten sich Robinsons Allround-Fähigkeiten zeigen, so dass er gleichsam Positionen im Angriff als auch im Mittelfeld bekleidete.
Zur Saison 1899/1900 wechselte Robinson in Sunderland zum Stadtteilklub FC South Hylton, der in der Wearside League aktiv war. Dort gewann er die lokale Meisterschaft und zog dann weiter zu den Sunderland Royal Rovers, mit denen er ebenfalls den Titel in der Wearside League errang. Nach insgesamt 18 Monaten für die Rovers wechselte er in der laufenden Saison 1901/02 dann zum Erstligisten AFC Sunderland. Dort kam er zunächst in allen restlichen Partien der Reservemannschaft zum Einsatz, während die Profielf die englische Meisterschaft gewann. In der folgenden Spielzeit 1902/03 absolvierte er als rechter Halbstürmer 16 Ligapartien für die erste Mannschaft und noch vor Ablauf der Saison 1903/04 wechselte er im Paket mit Joe Hewitt im Februar 1904 zum Erstligakonkurrenten FC Liverpool.
Der FC Liverpool versuchte noch den drohenden Abstieg aus der First Division zu verhindern, aber obwohl sich Robinson mit fünf Toren in neun Spielen gut einfügte, rangierte der Klub am Ende nur auf dem vorletzten Platz, der denn Fall in die Zweitklassigkeit zur Folge hatte. Dass die „Reds“ in der anschließenden Spielzeit 1904/05 den direkten Wiederaufstieg bewerkstelligten, lag dann wesentlich an dem treffsicheren Neuzugang aus Sunderland. In 32 Ligapartien schoss Robinson 24 Tore, wobei er vor allem mit seinem „Viererpack“ beim 4:0-Sieg gegen Leicester Fosse am 1. Oktober 1904 begeisterte. Er bildete dabei mit dem Rechtsaußen Arthur Goddard eine wirksame Achse auf der rechten Offensivseite. Die neu zusammengestellte Mannschaft fand sich überraschend schnell wieder in der höchsten englischen Spielklasse zurecht und gewann in der Saison 1905/06 die englische Meisterschaft. Auch hier verpasste Robinson nur vier Ligabegegnungen und erzielte zehn Treffer. Im späteren Verlauf seiner Laufbahn wurde Robinson immer häufiger in die zurückliegende Läuferreihe beordert, so dass seine vormals hohe Torquote etwas nachließ. Als etwas problematisch stellte sich heraus, dass er für das laufintensive Spiel im Mittelfeld vergleichsweise zu schwer war, so dass er beispielsweise im Vorfeld der Saison 1909/10 einem schweißtreibenden Abnehmprogramm in einer „kleinen Heißkammer“ unterzogen wurde. Robinson war mit knapp 1,75 Meter Körpergröße und einem Gewicht von etwa 79 Kilogramm von robuster Statur, zeigte aber dessen ungeachtet eines hohes Maß an Ausdauer sowie Zielstrebigkeit in seinen Aktionen. Verletzungsbedingt kam er dann in der Saison 1912/13 nicht mehr zum Zuge, so dass er vor Beginn der Spielzeit 1913/14 zu den benachbarten Tranmere Rovers in die Lancashire Combination wechselte und dort die aktive Laufbahn ausklingen ließ.
Robinson soll am 10. Oktober 1950 im Alter von 71 Jahren verstorben sein, wobei über die Todesumstände keine Details an die Öffentlichkeit gekommen sind.

## Titel/Auszeichnungen
- Englischer Fußballmeister (1): 1906